# Hugo Kosterka
Hugo Kosterka (9. dubna 1867 Valašské Meziříčí – 31. května 1956 Praha) byl moravský překladatel a nakladatel.

## Život
Narodil se v rodině "velkoměšťana" Hugo Kosterky a Žofie rozené Antonidesové.
Roku 1888 absolvoval Právnickou fakultu německé Karlo-Ferdinandovy university v Praze. Pracoval nejprve jako poštovní úředník a později byl radou Ministerstva pošt a telegrafů.
Spoluzaložil časopis Moderní revue, který po dva roky sám redigoval. Vydával knižnici Symposion – knihy nové doby, v níž vyšla díla Březinova, Karáskova, Theerova aj. Taktéž vydával Knihovnu pro filosofii, mystiku a okkultismus.
Vynikal jako překladatel. Překlady publikoval od roku 1890 do roku 1950 a soustředil se na literaturu severskou, později i portugalskou, španělskou, chorvatskou, francouzskou a další. Uváděl k nám např. B. Bjørnsona, H. Ibsena, K. Hamsuna, A. Garborga, S. Lagerlöfovou, A. Strindberga, M. A. Nexøho, O. Duuna, Pedra Antonia de Alarcóna aj. Byl vyznamenán norskými a švédskými královskými řády.
V Praze XII bydlel na adrese Rumunská 17.

## Dílo

### Překlady
- Mňau: román – Benito Pérez Galdós. Praha: Josef Richard Vilímek, 18--
- Umdlené duše: román – Arne Garborg. Praha: Vzdělávací bibliotéka (VB), 189-
- Pan: ze zápisek poručíka Tomáše Glahna – Knut Hamsun. Praha: VB, 189-
- Žena a láska: román – Anna Charlotta Edgren-Leffler; ze švédštiny. Praha: VB, 189-
- Manžel z ochoty – Richard Savage; z angličtiny. Praha: J. R. Vilímek, 189-
- Manželství: dvanácte povídek – August Strindberg. Praha: VB, 189-
- Nový systém: drama v 5 jednáních – Björnstjerne Björnson. Praha: Časopis českého studentstva (ČČS), 1890
- U maminky – Arne Garborg. Praha: VB, 189-
- Slunce – Viggo Stuckenberg; z dánštiny. Praha: vlastním nákladem, 1898
- Jed: román – Alexander L. Kielland. Praha: ČČS, 1891
- O svobodě – John Stuart Mill; přeložil s V. Petrželkou. Praha: ČČS, 1891
- Návštěva: drama ve 2 jednáních – Edvard Brandes; z dánštiny. Praha: ČČS, 1892
- Fortuna: román – Alexander L. Kielland. Praha: ČČS, 1892
- Dědictví Kurtův: román – Björnstjerne Björnson. Praha: ČČS, 1893
- Na božích cestách: román – Björnstjerne Björnson. Praha: Jan Otto, 1894
- Když listí padá-: povídky – Helene Nyblom; ze švédštiny. Praha: František Šimáček, 1894
- Zločin z pověry: povídka – Emilia Pardo-Bazán; ze španělštiny. Praha: J. Otto, 1894
- Dobrodružná závěť – Jules Verne. illustroval George Roux. Praha: J. R. Vilímek, 1894
- Čtyři ďábli a jiné novely – Herman Bang. Praha: F. Šimáček, 1896
- Prach – Björnstjerne Björnson. Praha: F. Šimáček, 1896
- Sova: drama v jednom dějství – Gabriel Finne. Praha: VB, 1896
- Nepochopení života – Gustaf af Geijerstam; ze švédštiny. Praha: F. Šimáček, 1896
- Na břehu moře: román – August Strindberg. Praha: VB, 1896?
- Jednoženství a mnohoženství – Björnstjern Bjöerson. Praha: Josef Pelcl, 1897
- Rozmarná žena: román – Emilie Flygare Carlén; ze švédštiny. Praha: F. Šimáček, 1897
- Měděný had: román o třech knihách – Thomas P. Krag; z norštiny. Praha: J. R. Vilímek, 1897
- Absolonovy vlasy – Björnstjerne Björnson. Praha: J. Otto, 1898
- Gustaf Lindorm: román – Emilie Flygare Carlén. Praha: F. Šimáček,1898
- Jeden rok: povídka – Emilie Flygare Carlén. Praha: F. Šimáček, 1898
- Panenská věž: román na moři a na zemi – Emilie Flygare Carlén. Praha: F. Šimáček, 1898
- Průkopníci a věštci – O. Hansson. Praha: J. Pelcl, 1898
- Poustevník na skále Svatojanské: román z pobřeží – Emilie Flyfare Carlén. Praha: F. Šimáček, 1899
- Arkýřové světničky: obraz ze života ženy – Emilie Flygare Carlén. Praha: F. Šimáček, 1900
- Soukojenci: román – Emilie Flygare Carlén. Praha: F. Šimáček, 1900
- Rodina v údolí: novela – Emilie Elygare Carlén. Praha: F. Šimáček, 1902
- Růže Tistelönská: vypravování ze západního Skargardu – Emilie Flygare Carlén. Praha: F. Šimáček, 1902
- Šťastný sňatek: novela – Emilie Flygare Carlén. Praha: F. Šimáček, 1902
- Waldemar Klein: novella – Emilie Flygare Carlén. Praha: F. Šimáček, 1902
- Král zlaté řeky, aneb, Černí bratři: pohádka ze Štýrska – John Ruskin; ilustroval Jan Šír. Praha: v. n., 1902
- Hlad – Knut Hamsun. Praha: Hejda a Tuček, 1902?
- Selští studenti: román – Arne Garborg. Praha: Karel Stanislav Sokol, 1903
- Muži: román – Arne Garborg. Praha: K. S. Sokol, 1904?
- Psanci a jiné povídky – Selma Lagerlöf. Praha: Máj, 1904
- Aebeloe: román – Sophus Michaëlis; z dánštiny. Praha: v. n., 1904
- Stará komnata – Carl Ewald. Královské Vinohrady: F. Adámek, 1905
- Syn Cordtův: knihy "Stará komnata" druhý, samostatný díl: román – Carl Ewald. Královské Vinohrady: F. Adámek, 1905
- Stavitel Solness: drama ve třech jednáních – Henrik Ibsen. Praha: F. Šimáček, 1905
- Viktorie: historie lásky – Knut Hamsun. Praha: Kamilla Neumannová, 1906
- Mary: román – Björnstjerne Björnson. Praha: Máj, 1907
- Odumřelý – Viggo Stuckenberg; přeložil a napsal úvodní glossu o autorovi. Královské Vinohrady: F. Adámek, 1907
- Šedý dům: román – Herman Bang; z dánštiny. Praha: K. S. Sokol, 1908
- Tiché jezero – Carl Ewald. Praha: František Topič, 1908
- Gösta Berling: román – Selma Lagerlöf. Praha: K. S. Sokol, 1909
- Michael Strogov: (z Moskvy do Irkutska). Díl druhý – Jules Verne; přeložili Jaroslav Pšenička a Hugo Kosterka. Praha: Bedřich Kočí, 1910
- Nebezpečný věk: dopisy a útržky z deníku – Karin Michaëlis; z dánštiny. Praha: Antonín Hajna, 1911
- Súčtování: komedie o 1 jednání – Gustav Wied; z dánštiny. Praha: J. R. Vilímek,1911
- S Hedinem celým světem. Díl I. – Sven Hedin; přeložili Jiří Guth a H. Kosterka. Praha: J. R. Vilímek, 1912
- S Hedinem celým světem. Díl II. – Sven Hedin. Praha: J. R. Vilímek, 1912
- Vojta Proklouz – Bernt Lie; z norštiny; illustroval Fr. Horník. Praha: J. R. Vilímek, 1912
- In vino veritas – Sören Kierkegaard; z dánštiny. Praha: v. n., 1913?
- Ptáci v kleci – Thore Blanche; ze švédštiny; in: 1000 nejkrásnějších novel č. 60. Praha: J. R. Vilímek, 1914
- Kapesník – Helge Rode; z dánštiny; in: 1000 nejkrásnějších novel č. 100. Praha: J. R. Vilímek, 1916
- Borové šištičky: kniha pro hochy – Karl-Erik Forsslund; ze švédštiny. Praha: Hejda a Tuček, 1918
- Na rozkoši – Thomas P. Krag; z norštiny. Praha: Čsl. podniky tiskařské a vydavatelské (ČPTV), 1920
- Veselé historky – Gustav Wied; z dánštiny. Praha: ČPTV, 1920
- Šlo štěstí kolem – Gustaf af Geijerstam. Praha: ČPTV,1921
- Hora světla: román ve třech dílech – Louis Couperus; přeložil a napsal doslov; závěr a poznámku napsal Josef Šebor. Praha: J. R. Vilímek 1922
- Ženy u studny: román ve 2 dílech – Knut Hamsun. Praha: Hejda a Tuček, 1922
- Tajemství silnice z Cintry: dopisy psané "Dennímu zpravodaji" – Eça de Gueiroz a Ramalho Ortigão; z portugalštiny. Praha: Národní politika, 1922
- Vlajky nad městem a přístavem: román manželství – Björnstjerne Björnson. Praha: Alois Srdce, 1924
- Duchaplný rytíř Don Quijote de la Mancha – Miguel de Cervantes Saavedra. Praha: Družstevní práce (DP), 1924
- Ruda. I, Muži, kteří to vykonali – Ernst Didring; ze švédštiny. Praha: Melantrich, 1927
- Obětovaná: (Lízočka) – Lebeděv Morskoj. Praha: J. R. Vilímek,1927
- Gertruda Coldbjörnsenova – Amalie Berha Skram. Karlovy Vary: Kartografie, 1927
- Kamarádi: komedie ve čtyřech dějstvích – August Strindberg. 1927
- Syn severu a jihu: romantický obraz z revoluce v Paříži 1848 – August Blanche; ze švédštiny. Praha: v. n., 1928
- Kniha lásky – August Strindberg. Praha: A. Srdce, 1928
- Nora: činohra o třech dějstvích – Henrik Ibsen. Praha: Bohumil Janda, 1929
- Konstance Ringová: román – Amalie Skram. Praha: J. R. Vilímek, 1930
- Hoši z ostrova: román – Olav Duun. Praha: F. Topič, 1931
- Lidé z Juviku. I.–VI. – Olav Duun. Praha: F. Topič, 1932–1934
- Stalin – Essad Bej; z němčiny. Praha: J. R. Vilímek, 1932
- Píseň krve – Kristofer Uppdal; z norštiny. Praha: F. Topič, 1932
- Chameleon: román – Johan Bojer; z norštiny. Praha: DP, 1933
- Císař šel, generálové zůstali: román Německa – Theodor Plivier. Praha: J. Toužimský, 1933
- Jenny – Sigrid Undset. Praha: Ladislav Kuncíř, 1933
- Ditta, dcera člověka – Martin Andersen Nexö. Praha: DP, 1935
- Pergamenová listina – Karl Holter; z norštiny. Praha: Evropský literární klub, 1937
- Dobrodružství lesů: román o stříbrné lišce – Mikkjel Fønhus; z norštiny. Praha: J. R. Vilímek, 1947
- Vzpomínky – Martin Andersen Nexö; překlad přehlédl a poznámkami opatřil Jan Rak. Praha: Svoboda, 1949

### Nakladatel
- Dissonance – Karel Kamínek. Praha: 1897?
- Ideje zítřku: Henrik Ibsen; Walt Whitman (1894–1898) – Jiří Karásek. Praha: 1900
- Písně na pobřeží – Emanuel šlechtic z Lešehradu. Praha: 1900
- Co století umírá: psychologická studie – Scipio Sighele; překlad Arnošta Procházky. Praha: 1900
- Die Thueren des Lebens – Paul Leppin; mit einer Zeichnung von Ferdinand Krombholz. Praha: 1901
- Dobrodružství Arthura Gordona Pyma – Edgar Allan Poe; přeložil Jiří Živný. Praha: 1902
- Hudba pramenů – Otokar Březina. Praha: 1903
- Renaissanční touhy v umění: kritické studie: psáno v letech 1893–1902 – Jiří Karásek ze Lvovic. Praha: 1903
- Sodoma: Kniha pohanská – Jiří Karásek ze Lvovic. Praha: 1903
- Otokar Březina: essay – Miloš Marten. Praha: 1903
- Písně. Sešit 1 [hudebnina]: zpěv a klavír – Karel Moor; texty Jiří Karmín; Karel Hlaváček; Jiří Karásek ze Lvovic. Praha: 1903
- Větry od pólů: básně – Otokar Březina. Praha: 1905
- Feminissima: psychická etuda – Karel Chr. Liska. Praha: 1905
- Chimaerické výpravy: kritické studie – Jiří Karásek ze Lvovic. Praha: 1906
- Umění jako kritika života: literární studie: psáno v letech 1894–1900 – Jiří Karásek ze Lvovic. Praha: 1906
- Ruce: básně – Otokar Březina; s výzdobou od Františka Bílka. Praha: 1908